# Tenomerga sibyllae
Tenomerga sibyllae är en skalbaggsart som först beskrevs av Klapperich 1950.  Tenomerga sibyllae ingår i släktet Tenomerga och familjen Cupedidae. Inga underarter finns listade i Catalogue of Life.